# Metro de Oporto

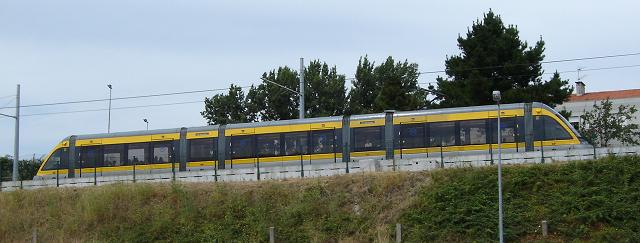
Fotografía del Metro de Oporto en movimiento.

El Metro de Oporto (en portugués: Metro do Porto) es una red de metro ligero que une el centro de la ciudad de Oporto (Portugal) con sus suburbios y su zona metropolitana (Grande Porto). La red está gestionada por la empresa Metro do Porto que forma parte del sistema de transporte público de masas de Oporto, el TIP, Transportes Intermodais do Porto (Transportes Intermodales de Oporto).

## Descripción
El metro de Oporto cuenta con una red de una extensión total de 67 kilómetros, con cinco túneles que suman 7,7 kilómetros. Empezó a funcionar el 7 de diciembre de 2002 con la Línea A, después de 19 semanas de operaciones experimentales que concluyeron el 17 de noviembre de 2002. El metro de Oporto cuenta con seis líneas, de las cuales cinco se bifurcan desde un tronco común. La flota está constituida por 102 vehículos, tiene un total de 82 estaciones (14 de ellas subterráneas) y cada línea tiene capacidad para transportar 9.000 personas por hora.
Una nueva línea está en fase de construcción y hay otra aprobada, además de una más proyectada.
La empresa Metro do Porto, SA gestionó también el Funicular dos Guindais, que en 2019 pasó a manos del ayuntamiento y finalmente es gestionado por STCP Serviços, filial Sociedade de Transportes Coletivos do Porto (STCP).
Los accionistas de Metro do Porto, SA son el Estado portugués (en un 47,16%), Área Metropolitana do Porto-AMP (35,22%), Sociedade de Transportes Colectivos do Porto-STCP (14,67%), Comboios de Portugal-CP (2,93%) y las cámaras municipales de Oporto, Vila Nova de Gaia, Matosinhos, Maia, Vila do Conde, Póvoa de Varzim y Gondomar (menos del 0,01% entre todas, con una acción cada una).

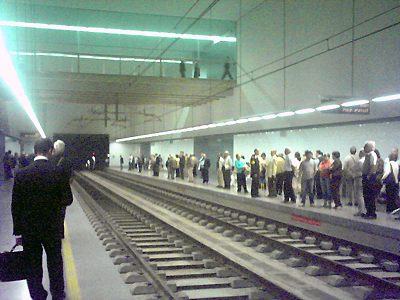
Estación de Trindade (Línea A, B, C, D, E y F)

## Modo de pago y tarifas
El metro de Oporto utiliza la tarjeta sin contacto Andante, una tarjeta personal (individual) e intermodal, que puede ser usada en otros medios de transporte del área metropolitana de Oporto (como autobuses y trenes regionales, los tranvías se pagan aparte). Es una tarjeta de bajo coste con un chip informático (sin contacto) incorporado. Una vez adquirida se puede utilizar con cualquiera de las tres modalidades de carga: Andante Azul (recarga común para viajes ocasionales), Andante 24 Horas (para utilizar ilimitadamente durante el período de validez) y Andante Tour de 24 o 72 horas (sin restricción de zonas). También hay abonos mensuales. Se puede comprar en las máquinas de las estaciones de metro y autobuses, las del aeropuerto o en las tiendas Andante.
La tarifa del viaje varía en función de las zonas a recorrer. El más barato es Z2 (dos zonas) válido para trasbordos hasta una hora desde la validación, y el más caro es Z9 (nueve zonas) válido para dos horas y media. La tarjeta Andante Azul puede recargarse hasta con 30 viajes de un mismo tipo (para determinada cantidad de zonas, por ejemplo, 30 viajes Z2). La mayoría de las atracciones turísticas están dentro de la zona PRT1 (por lo que será necesario un viaje Z2) mientras que para ir desde el aeropuerto hasta el centro será necesario cargar un viaje Z4.

## Líneas
| Metro do Porto | Metro do Porto                           | Metro do Porto | Metro do Porto | Metro do Porto          | Metro do Porto                         |
| -------------- | ---------------------------------------- | -------------- | -------------- | ----------------------- | -------------------------------------- |
| Linha          | Linha                                    | Longitud (km)  | Estaciones     | Inauguración            | Vehículo                               |
|                | Estádio do Dragão ↔ Senhor de Matosinhos | 15,6           | 23             | 7 de diciembre de 2002  | Flexity Outlook (Eurotram) - CRRC Tram |
|                | Estádio do Dragão ↔ Póvoa de Varzim      | 33,6           | 35             | 13 de marzo de 2005     | Flexity Swift (Tram-train)             |
|                | Campanhã ↔ ISMAI                         | 19,6           | 24             | 30 de julio de 2005     | Flexity Swift (Tram-train) - CRRC Tram |
|                | Hospital São João ↔ Santo Ovídio         | 9,2            | 16             | 17 de setiembre de 2005 | Flexity Outlook (Eurotram) - CRRC Tram |
|                | Trindade ↔ Aeroporto                     | 16,7           | 16             | 27 de mayo de 2006      | Flexity Outlook (Eurotram) - CRRC Tram |
|                | Fânzeres ↔ Senhora da Hora               | 17,4           | 24             | 2 de enero de 2011      | Flexity Outlook (Eurotram) - CRRC Tram |
|                | Casa da Música ↔ São Bento               | 3,0            | 4              | (en construcción)       | —                                      |
|                | Casa da Música ↔ Santo Ovídio            | 6,3            | 8              | (en construcción)       | —                                      |
|                | Ribeira ↔ Batalha                        | 0,3            | 2              | 19 de febrero de 2004   | Funicular dos Guindais                 |

### Línea A: Estádio do Dragão ↔ Senhor de Matosinhos
Nombre popular: Línea de Matosinhos
Tiempo de viaje: 41 minutos
Frecuencias: entre 12 y 15 minutos
| Estación             | Correspondencias | Zona |
| -------------------- | ---------------- | ---- |
| Estádio do Dragão    |                  | PRT1 |
| Campanhã             |                  | PRT1 |
| Heroísmo             |                  | PRT1 |
| Campo 24 de Agosto   |                  | PRT1 |
| Bolhão               |                  | PRT1 |
| Trindade             |                  | PRT1 |
| Lapa                 |                  | PRT1 |
| Carolina Michaelis   |                  | PRT1 |
| Casa da Música       |                  | PRT1 |
| Francos              |                  | PRT1 |
| Ramalde              |                  | PRT2 |
| Via Rápida / Viso    |                  | PRT2 |
| Sete Bicas           |                  | PRT2 |
| Senhora da Hora      |                  | PRT2 |
| Vasco da Gama        |                  | MTS1 |
| Estádio do Mar       |                  | MTS1 |
| Pedro Hispano        |                  | MTS1 |
| Parque Real          |                  | MTS1 |
| Câmara Matosinhos    |                  | MTS1 |
| Matosinhos Sul       |                  | MTS1 |
| Brito Capelo         |                  | MTS1 |
| Mercado              |                  | MTS1 |
| Senhor de Matosinhos |                  | MTS1 |

### Línea B: Estádio do Dragão ↔ Póvoa de Varzim
Nombre popular: Línea de Povoa
Tiempo de viaje: 63 minutos
Frecuencia: 30 minutos
| Estación                    | Correspondencias | Zona  |
| --------------------------- | ---------------- | ----- |
| Estádio do Dragão           |                  | PRT1  |
| Campanhã                    |                  | PRT1  |
| Heroísmo                    |                  | PRT1  |
| Campo 24 de Agosto          |                  | PRT1  |
| Bolhão                      |                  | PRT1  |
| Trindade                    |                  | PRT1  |
| Lapa                        |                  | PRT1  |
| Carolina Michaelis          |                  | PRT1  |
| Casa da Música              |                  | PRT1  |
| Francos                     |                  | PRT1  |
| Ramalde                     |                  | PRT2  |
| Via Rápida / Viso           |                  | PRT2  |
| Sete Bicas                  |                  | PRT2  |
| Senhora da Hora             |                  | PRT2  |
| Fonte do Cuco               |                  | MAI1  |
| Custóias                    |                  | MAI1  |
| Esposade                    |                  | MAI1  |
| Crestins                    |                  | VCD8  |
| Verdes                      |                  | VCD8  |
| Pedras Rubras               |                  | VCD8  |
| Lidador                     |                  | VCD8  |
| Vilar do Pinheiro           |                  | VCD8  |
| Modivas Sul                 |                  | VCD8  |
| Modivas Centro              |                  | VCD8  |
| VC Fashion Outlet / Modivas |                  | VCD8  |
| Mindelo                     |                  | VCD3  |
| Espaço Natureza             |                  | VCD3  |
| Varziela                    |                  | VCD3  |
| Árvore                      |                  | VCD3  |
| Azurara                     |                  | VCD3  |
| Santa Clara                 |                  | PV_VC |
| Vila do Conde               |                  | PV_VC |
| Alto de Pega                |                  | PV_VC |
| Portas Fronhas              |                  | PV_VC |
| São Brás                    |                  | PV_VC |
| Póvoa de Varzim             |                  | PV_VC |

### Línea C: Campanhã ↔ ISMAI
Nombre popular: Línea de Maia/Trofa
Tiempo de viaje: 41 minutos
Frecuencias: entre 12 y 30 minutos
| Estación           | Correspondencias | Zona |
| ------------------ | ---------------- | ---- |
| Campanhã           |                  |      |
| Heroísmo           |                  |      |
| Campo 24 de Agosto |                  |      |
| Bolhão             |                  |      |
| Trindade           |                  |      |
| Lapa               |                  |      |
| Carolina Michaelis |                  |      |
| Casa da Música     |                  |      |
| Francos            |                  |      |
| Ramalde            |                  | PRT2 |
| Via Rápida / Viso  |                  | PRT2 |
| Sete Bicas         |                  | PRT2 |
| Senhora da Hora    |                  | PRT2 |
| Fonte do Cuco      |                  | MAI1 |
| Cândido dos Reis   |                  | MAI1 |
| Pias               |                  | MAI1 |
| Araújo             |                  | MAI1 |
| Custió             |                  | MAI1 |
| Parque Maia        |                  | MAI1 |
| Fórum Maia         |                  | MAI1 |
| Zona Industrial    |                  | MAI2 |
| Mandim             |                  | MAI2 |
| Castêlo da Maia    |                  | MAI2 |
| ISMAI              |                  | MAI2 |

### Línea D: Hospital São João ↔ Vila D'Este
Nombre popular: Línea de Gaia
Tiempo de viaje: 25 min.
Frecuencias: entre 6 y 15 minutos
| Estación              | Correspondencias | Zona |
| --------------------- | ---------------- | ---- |
| Hospital São João     |                  | PRT3 |
| IPO                   |                  | PRT3 |
| Pólo Universitário    |                  | PRT3 |
| Salgueiros            |                  | PRT1 |
| Combatentes           |                  | PRT1 |
| Marquês               |                  | PRT1 |
| Faria Guimarães       |                  | PRT1 |
| Trindade              |                  | PRT1 |
| Aliados               |                  | PRT1 |
| São Bento             |                  | PRT1 |
| Jardim do Morro       |                  | VNG1 |
| General Torres        |                  | VNG1 |
| Câmara Gaia           |                  | VNG1 |
| João de Deus          |                  | VNG1 |
| D. João II            |                  | VNG1 |
| Santo Ovídio          |                  | VNG1 |
| Manuel Leão           |                  | VNG1 |
| Hospital Santos Silva |                  | VNG2 |
| Vila D'Este           |                  | VNG2 |

### Línea E: Trindade ↔ Aeroporto
Nombre popular: Línea del Aeropuerto
Tiempo de viaje: 35 minutos
Frecuencias: entre 15 y 30 minutos
| Estación           | Correspondencias | Zona |
| ------------------ | ---------------- | ---- |
| Trindade           |                  | PRT1 |
| Lapa               |                  | PRT1 |
| Carolina Michaelis |                  | PRT1 |
| Casa da Música     |                  | PRT1 |
| Francos            |                  | PRT1 |
| Ramalde            |                  | PRT2 |
| Via Rápida / Viso  |                  | PRT2 |
| Sete Bicas         |                  | PRT2 |
| Senhora da Hora    |                  | PRT2 |
| Fonte do Cuco      |                  | MAI1 |
| Custóias           |                  | MAI1 |
| Esposade           |                  | MAI1 |
| Crestins           |                  | VCD8 |
| Verdes             |                  | VCD8 |
| Botica             |                  | VCD8 |
| Aeroporto          |                  | VCD8 |

### Línea F: Fânzeres ↔ Senhora da Hora
Nombre popular: Línea de Gondomar
Tiempo de viaje: 40 minutos
Frecuencias: entre 12 y 30 minutos
| Estación           | Correspondencias | Zona |
| ------------------ | ---------------- | ---- |
| Fânzeres           |                  | GDM1 |
| Venda Nova         |                  | GDM1 |
| Carreira           |                  | MAI4 |
| Baguim             |                  | MAI4 |
| Campainha          |                  | MAI4 |
| Rio Tinto          |                  | MAI4 |
| Levada             |                  | MAI4 |
| Nau Vitória        |                  | PRT3 |
| Nasoni             |                  | PRT3 |
| Contumil           |                  | PRT3 |
| Estádio do Dragão  |                  | PRT1 |
| Campanhã           |                  | PRT1 |
| Heroísmo           |                  | PRT1 |
| Campo 24 de Agosto |                  | PRT1 |
| Bolhão             |                  | PRT1 |
| Trindade           |                  | PRT1 |
| Lapa               |                  | PRT1 |
| Carolina Michaelis |                  | PRT1 |
| Casa da Música     |                  | PRT1 |
| Francos            |                  | PRT1 |
| Ramalde            |                  | PRT2 |
| Via Rápida / Viso  |                  | PRT2 |
| Sete Bicas         |                  | PRT2 |
| Senhora da Hora    |                  | PRT2 |

### Línea G: Casa da Música ↔ São Bento (en construcción)
Nombre popular: Línea Rosa
| Estación                            | Correspondencias | Zona |
| ----------------------------------- | ---------------- | ---- |
| Casa da Música                      |                  | PRT1 |
| Galiza (en construcción)            |                  | PRT1 |
| Hospital Santo António (en constr.) |                  | PRT1 |
| São Bento                           |                  | PRT1 |

### Línea H: Casa da Música ↔ Santo Ovídio (en construcción)
Nombre popular: Línea Rubí
| Estación                          | Correspondencias | Zona |
| --------------------------------- | ---------------- | ---- |
| Casa da Música                    |                  | PRT1 |
| Campo Alegre (en construcción)    |                  | PRT1 |
| Arrábida (en construcción)        |                  | VNG1 |
| Candal (en construcción)          |                  | VNG1 |
| Rotunda (en construcción)         |                  | VNG1 |
| Devesas (en construcción)         |                  | VNG1 |
| Soares dos Reis (en construcción) |                  | VNG1 |
| Santo Ovídio                      |                  | VNG1 |

### Funicular dos Guindais: Batalha ↔ Ribeira
Nombre popular: Funicular/Elevador dos Guindais
Tiempo de viaje: 3 minutos
Frecuencia: 4 minutos

#### Leyenda
= correspondencia con línea A de Metro do Porto
= correspondencia con línea B de Metro do Porto
= correspondencia con línea C de Metro do Porto
= correspondencia con línea D de Metro do Porto
= correspondencia con línea E de Metro do Porto
= correspondencia con línea F de Metro do Porto
= correspondencia con ferrocarriles de CP
= Estación del Aeropuerto de Oporto-Francisco Sá Carneiro
Fuentes:  

## Flota
El sistema cuenta con 102 trenes, con capacidad para transportar hasta nueve mil personas por hora y por sentido. Utiliza 72 vehículos modelo Flexity Outlook Eurotram (con características de metro ligero urbano y una velocidad máxima de 80 kilómetros por hora) y 30 Flexity Swift Tram-train (con mayor número de asientos y una velocidad máxima de 100 kilómetros por hora, con utilización prioritaria en las líneas B y C), ambos fabricados por la empresa Bombardier.

## Planes de expansión
En 2021 se iniciaron las obras de prolongamiento de la Línea D (amarilla) y el inicio de la construcción de la Línea G (rosa). Está previsto que la Línea D se expanda hacia el sur, por Vila Nova de Gaia, con tres nuevas estaciones (Manuel Leão, Hospital Santos Silva y Vila d’Este), sumando 3,15 kilómetros de extensión. En tanto, la Línea G tendrá cuatro estaciones (dos nuevas de ellas nuevas, Hospital de Santo António y Galiza) en 3 kilómetros subterráneos (en túnel y vía doble) para comunicar las ya existentes estaciones São Bento (Línea D) y Casa da Música (líneas A, B, C, E y F), todo dentro de la zona PRT1.
También está prevista la construcción de la Línea Rubí, que planea conectar Casa da Música (en Porto) con Santo Ovídio (Vila Nova de Gaia) con 6,74 kilómetros de vía doble pasando sobre el río Duero a través de un puente (que solamente permitirá el tránsito del metro, peatones y bicicletas) que ya fue adjudicado en licitación en marzo de 2022. El Consejo de Ministros publicó una resolución en la que permite el desembolso de 365 millones de euros a lo largo de cinco años, parte de ello para los planes de expansión del sistema, lo que le permitiría a Metro do Porto SA avanzar con las inversiones previstas. La línea debería entrar en funcionamiento en 2026 y se estima que su puesta en marcha contribuiría con los objetivos ambientales de la ciudad, ya que permitiría retirar de las calles gran cantidad de autos.
A la Línea Rubí se le sumaría un autobús de tránsito rápido BRT "articulado con la red del metro" que conecte la rotonda de Boavista (en la zona de Casa da Música) con Praça do Império (hacia el oeste) en un recorrido de 3,8 kilómetros.